# Gélase de Cyzique
Pour les articles homonymes, voir Gélase.
Gélase de Cyzique est le nom traditionnellement donné à un historien ecclésiastique grec de la fin du Ve siècle, auteur d'une compilation de textes, organisée en trois livres, consacrée au concile de Nicée et à la carrière de l'empereur Constantin, et connue sous le nom de Syntagma. Son dernier éditeur l'appelle l'Anonyme de Cyzique.

## Nom
La confusion sur le nom vient du codex 88 de la Bibliothèque de Photius : parlant du Syntagma, le patriarche indique que l'une des deux copies dont il disposait portait pour titre Trois livres d'histoire ecclésiastique par Gélase évêque de Césarée en Palestine. Le codex 89, qui suit, est consacré à une continuation de l'Histoire ecclésiastique d'Eusèbe de Césarée (donc, au moins en partie la même matière) attribuée à Gélase de Césarée, évêque palestinien de la fin du IVe siècle, qui se présente dans son prologue, cité par Photius, comme le neveu de Cyrille de Jérusalem. Or, Photius observe lui-même qu'il ne peut s'agir du même auteur, puisque le premier se dit dans sa préface contemporain de l'empereur Basiliscus (regn. janvier 475 - août 476). Le patriarche en conclut qu'il s'agit de deux évêques « Gélase de Césarée », dont l'un était originaire de Cyzique (et l'on pourrait par commodité l'appeler « Gélase de Cyzique »). En réalité, rien dans son texte n'indique qu'il se nommait Gélase ni qu'il avait quelque rapport que ce soit avec la ville de Césarée : il s'agit simplement d'une erreur dans le titre de l'un des deux manuscrits que lisait Photius. Toujours est-il que ce nom fictif, « Gelasius Cyzicenus », a été adopté par l'auteur de l'édition princeps des deux premiers livres, Robert Balfour (Commentarius Actorum Nicæni concilii..., Paris, 1599, et 1604 avec traduction latine).

## Texte
L'auteur dit dans sa préface qu'il était de Cyzique, en Mysie, où son père était devenu prêtre. Il fit un voyage en Bithynie sous le règne de Basiliscus, lequel favorisait les monophysites. Il s'éleva une dispute entre lui et des représentants de cette tendance, qui se vantaient d'être les plus fidèles aux enseignements du concile de Nicée. L'auteur prétend les avoir confondus en citant des documents authentiques, et avoir décidé alors d'élargir ses recherches et de publier le résultat de ses investigations.
Il cite comme sa première source un livre très ancien et très gros qui se trouvait chez son père et qui avait appartenu à l'évêque Dalmace de Cyzique. Cet ouvrage renfermait paraît-il tout ce qui s'était passé au concile de Nicée. Il avait complété sa documentation par les œuvres d'Eusèbe de Césarée, de Rufin (qu'il présente de manière fantaisiste comme un prêtre de Rome ayant assisté au concile), d'un certain « Jean », prêtre et écrivain prolifique (inconnu par ailleurs), et de « beaucoup d'autres », parmi lesquels on reconnaît Socrate le Scolastique et Théodoret de Cyr. Les sources qui sont connues sont d'ailleurs recopiées mot pour mot.
Le compilateur a disposé ses textes et documents en trois livres : dans le premier est retracée la carrière de Constantin depuis son avènement en Occident (306) jusqu'à sa victoire sur Licinius (324) ; le second raconte en trente-six chapitres le concile de Nicée ; le troisième donnait la suite des événements jusqu'au baptême et à la mort de Constantin (337) selon Photius, mais le texte conservé s'arrête au concile de Tyr de 335. L'ensemble comprend de grosses erreurs et des anachronismes et ne correspond souvent pas avec les témoignages datant du IVe siècle. Le compte-rendu qui est fait du concile de Nicée, qui serait le plus développé à notre disposition s'il était fiable, a toujours suscité le plus grand scepticisme.

## Éditions
- (la) Gélase de Cyzique (trad. Robert Balfour), Commentarivs Actorvm Nicæni Concilii, Heidelberg, 1604, 433 p. (lire en ligne).
- Gerhard Loeschke, Margret Heinemann (éd.), Gelasius. Kirchengeschichte, Hinrichs, Leipzig, 1918.
- Günther Christian Hansen (éd.), Anonyme Kirchengeschichte (Gelasius Cyzicenus, CPG 6034), de Gruyter, Berlin-New York, 2002.
- Id. (éd.), Anonymus von Cyzicus. Kirchengeschichte (grec-allemand), 2 vol., Brepols, Turnout, 2008.